# Habibe ibne Maslama Alfiri
Habibe ibne Maslama Alfiri (em árabe: بيب بن مسلمة الفهري; romaniz.: Ḥabīb ibn Maslama al-Fihrī; c. 617 - c. 662) foi um general árabe durante as primeiras conquistas muçulmanas, sob Moáuia.

## Vida

### Origem e carreira sob Omar
Habibe nasceu em Meca em cerca de 617 e era um membro do clã Muaribe ibne Fir dos coraixitas (a tribo à qual Maomé pertencia). Lutou com distinção na conquista muçulmana do Levante e da Alta Mesopotâmia contra os bizantinos. Liderou um esquadrão de cavalaria na Batalha de Jarmuque, e o califa Omar (r. 634–644) o nomeou primeiro como governador de Homs e depois da Alta Mesopotâmia. Seu histórico nas batalhas contra os bizantinos levou ao seu apelido de Habibe Arrum (Ḥabīb al-Rūm; "Habibe dos bizantinos", que se traduzido por completo resulta no irônico "O Amado dos Bizantinos"). Diz-se que Omar ficou impressionado com ele e abriu o tesouro (ou o arsenal, de acordo com outros relatos) para que pegasse o que desejava; Habibe pegou apenas um conjunto de armas, deixando o tesouro intocado.

### Carreira sob Otomão
Otomão (r. 644–656) instruiu o governador da Síria, Moáuia, a enviá-lo numa expedição à Armênia bizantina - embora algumas fontes insistam que o califa convocou-o diretamente. Fontes muçulmanas colocam esse evento logo após a ascensão de Otomão em 644, mas fontes bizantinas e armênias o colocam dez anos depois, em 653/654. A campanha foi um grande sucesso para os árabes: as forças de Habibe tomaram Melitene e derrotaram o governador Mauriano num ataque noturno perto de Dúbio. De acordo com o historiador armênio Sebeos, os árabes perseguiram o comandante bizantino derrotado até a Ibéria do Cáucaso ou até mesmo o Mar Negro, e tomaram Trapézio e Teodosiópolis. Os tratados de capitulação para Dúbio e Tiflis que concluiu na época estão preservados pelas fontes literárias. Durante esta expedição, teria trazido uma de suas esposas, Um Abedalá binte Iázide Alcalbia consigo, que era tão valente e destemida quanto ele. Antes do ataque noturno ao acampamento de Mauriano, teria perguntado a ela onde a encontraria depois da batalha, e ela respondeu "ou na tenda de Mauriano, ou no paraíso". Quando Habibe chegou à tenda do comandante bizantino, ela já estava lá.

### Primeira Fitna e carreira sob Moáuia
Habib foi brevemente nomeado governador dos territórios armênios subjugados, mas foi então chamado para assumir o comando das terras fronteiriças com o Império Bizantino no norte da Síria, centralizado em Quinacerim, de onde se envolveu na luta contra os mardaítas e os bizantinos. Quando Otomão foi sitiado em sua casa em Medina por rebeldes, Moáuia enviou Habibe com 4 000 soldados sírios para resgatá-lo, mas sua vanguarda só alcançou Uádi Alcora no norte de Hejaz quando a notícia do assassinato de Otomão se espalhou. O historiador Wilferd Madelung, entretanto, considera as histórias do pedido de ajuda de Otomão contra outros muçulmanos como uma invenção posterior. Na guerra civil que eclodiu em seguida, permaneceu leal a Moáuia. Durante o armistício e as negociações que se seguiram aos primeiros confrontos entre os partidários de Moáuia e os do primo e genro de Maomé, Ali ibne Abu Talibe, Habibe, junto com Xurabil ibne Assimete Alquindi e Mane ibne Iázide Alaquenas Alçulami, foi enviado como emissário a Ali. Habibe exigiu de Ali a rendição dos assassinos de Otomão, bem como pediu que renunciasse ao cargo de califa e submetesse a questão da sucessão a um conselho (xura), termos que Ali rejeitou com desprezo.
Durante a Batalha de Sifim em 26-28 de julho, Habibe comandou a ala esquerda das forças sírias, enfrentando Abedalá ibne Budail à frente das forças iemenitas endurecidas por uma força de "leitores do Alcorão". Desempenhou um papel importante durante o primeiro dia, quando ibne Budail avançou em direção à posição de Moáuia no centro, com o objetivo de matar pessoalmente o líder sírio. Habibe contra-atacou e derrotou toda a ala direita do exército de Ali, cercou ibne Budail e os leitores do Alcorão e começou a pressionar o centro de Ali. Um dos generais de Ali, Alastar, conseguiu reunir a ala direita em retirada e resgatar ibne Budail, mas um novo ataque deste último à posição de Moáuia falhou e ele foi morto. De acordo com ibne Calicane, o "serviço de sinalização de Habibe na Batalha de Sifim" fez dele um dos generais favoritos de Moáuia. Depois que Moáuia se tornou califa, nomeou Habibe como governador da Armênia e Azerbaijão.

### Morte e legado
A maioria das fontes coloca sua morte em c. 662, antes de completar cinquenta anos, em Damasco ou na Armênia. Um relato, no entanto, registra que estava vivo em 671. Sua reputação entre as gerações posteriores era impressionante: alto e um comandante bem-sucedido, era admirado por sua retidão moral e conhecido por fazer milagres por meio da oração. De acordo com uma história, após sua morte Moáuia prostrou-se em agradecimento a Deus por ter tal servo; Habibe havia exigido que ele [Moáuia] seguisse as normas dos califas ortodoxos Omar e Abacar (r. 632–634), e Moáuia obedeceu. 
Essa reputação levou a alegações subsequentes de que seria colocado entre os Sahabah, os companheiros de Maomé. Essas reivindicações foram promovidas por seus numerosos descendentes, mas também pelos partidários omíadas, que em suas disputas sobre legitimidade com os álidas tentaram reivindicar a lealdade de tantos Sahabah quanto possível para Moáuia. Embora o próprio Habibe afirme ter conhecido Maomé em Medina e feito campanha com ele, a maioria das fontes insiste que tinha 12 anos quando Maomé morreu, portanto não tendo desempenhado nenhum papel no regime deste último. Fontes isoladas fornecem relatos muito diferentes, afirmando que tinha apenas dois anos ou 22 quando Maomé morreu; algumas fontes o aceitam como uma fonte de hádices, enquanto outras o rejeitam.

## Família
Habibe tinha três esposas, todas dos calbitas, entre elas Naila binte Umara Alcalbia, que havia sido casada anteriormente com Moáuia. Dois de seus filhos viveram para além dele. Um deles, Maslama, comandou o contingente de Damasco durante o Segundo Cerco Árabe a Constantinopla em 717-718. Habibe possuía uma casa em Damasco, com vista para o rio Barada, bem como uma residência nos arredores da cidade, no Haurã. O estudioso do século IX, Abu Zura de Damasco, relatou que os descendentes de Habibe eram numerosos na área de Haurã.